# Hainneville (Manche)
Pour les articles homonymes, voir Hainneville.
Pour un article plus général, voir Équeurdreville-Hainneville.
Hainneville est une ancienne commune française du département de la Manche. La commune fusionne en 1965 avec Équeurdreville pour former la nouvelle commune d'Équeurdreville-Hainneville (décret du 10 septembre 1964).

## Toponyme
Il s'agirait de l'anthroponyme germanique Hagino,,.
La graphie Henneville, qui apparaît sur la carte de Cassini (1753/1785), alterne à partir de cette date avec Hainneville, qui ne s'impose qu'au milieu du XXe siècle.

## Histoire
Au XVIIIe siècle, Bernardin Gigault, mort à Valognes en 1792, est titré seigneur d'Hainneville.
Hainneville demeure un village rural, à l'intérieur des terres, qui s'organise autour d'un bourg et de fermes.
Dans les années 1960, Équeurdreville, confrontée à une croissance démographique forte, est à la recherche de terrains. Elle se tourne alors, via le maire de l'époque Joseph Bocher, vers Hainneville et son maire, René Lecanu, et propose un projet de fusion. Après de vives discussions, il est finalement adopté par le conseil municipal d'Hainneville et finalisé le 10 septembre 1964 par arrêté préfectoral. Le 1er janvier 1965, Équeurdreville et Hainneville fusionnent, devenant une commune d'environ 12 000 habitants.

## Liste des maires
| Période | Période | Identité             | Étiquette | Qualité |
| --- | ------- | -------------------- | --------- | ------- |
| 1792 | 1794    | François Néel        |           |         |
| 1796 | 1797    | Jean Bonnissant      |           |         |
| 1797 | 1798    | Joseph Le Poittevin  |           |         |
| 1798 | 1798    | Jean Bonnissant      |           |         |
| 1798 | 1808    | Georges Belhomme     |           |         |
| 1808 | 1818    | Jacques Nicollet     |           |         |
| 1818 | 1830    | Charles Néel         |           |         |
| 1830 | 1831    | François Nicollet    |           |         |
| 1831 | 1832    | Prosper Hignard      |           |         |
| 1832 | 1838    | Jean Nicollet        |           |         |
| 1838 | 1848    | François Belhomme    |           |         |
| 1848 | 1858    | Jean Bonnissant      |           |         |
| 1858 | 1871    | François Mouchel     |           |         |
| 1871 | 1874    | Auguste Nicollet     |           |         |
| 1874 | 1881    | Prosper Hignard      |           |         |
| 1881 | 1884    | Adolphe Nicollet     |           |         |
| 1884 | 1896    | Jean Sanson          |           |         |
| 1896 | 1906    | Auguste Nicollet     |           |         |
| 1906 | 1912    | Jacques Quoniam      |           |         |
| 1912 | 1916    | Julien Peyron        |           |         |
| 1916 | 1929    | Jules Maffre         |           |         |
| 1929 | 1936    | François Quetteville |           |         |
| 1936 | 1964    | René Lecanu          |           |         |
| Une partie des données est issue de liste établie par Jean Pouëssel et l'association du patrimoine hainnevillais issue de l'ouvrage "601 communes et lieux de vie de la Manche" |         |                      |           |         |

## Démographie
| 1793 | 1800 | 1806 | 1821 | 1831 | 1836 | 1841 |
| ---- | ---- | ---- | ---- | ---- | ---- | ---- |
| 755  | 606  | 752  | 915  | 932  | 880  | 854  |

| 1846 | 1851 | 1856  | 1861  | 1866  | 1872  | 1876  |
| ---- | ---- | ----- | ----- | ----- | ----- | ----- |
| 840  | 986  | 1 053 | 1 138 | 1 101 | 1 050 | 1 020 |

| 1881  | 1886  | 1891  | 1896  | 1901  | 1906  | 1911  |
| ----- | ----- | ----- | ----- | ----- | ----- | ----- |
| 1 095 | 1 158 | 1 496 | 1 377 | 1 395 | 1 429 | 1 491 |

| 1921  | 1926  | 1931  | 1936  | 1946  | 1954  | 1962  |
| ----- | ----- | ----- | ----- | ----- | ----- | ----- |
| 1 349 | 1 340 | 1 411 | 1 635 | 1 768 | 1 821 | 2 118 |

## Lieux et monuments
- Église Notre Dame de l’Assomption (XVe, XVIIe – XVIXe siècles)[8], clocher-porche du milieu de XVIIIe, le chœur du XVe[9]. Elle abrite une statue de saint Jean-Baptiste (XVIIIe), une Vierge à l'Enfant (XIXe), un grand crucifix (XVIIIe), l'épitaphe (1510) de Gaultier de la Chapelle, une verrière (XIXe) de l'atelier Vermonet.
- Manoir d'Hainneville du XVIe siècle. Ce bâtiment est notamment remarquable par sa toiture en schiste typique de la région, ainsi que son parc d'un hectare et demi. Ancienne propriété des Gigault de Bellefonds. Alexandre Gigault de Bellefonds (1758-1819), émigrera et servira la chouannerie normande et bretonne. Barbey d'Aurevilly s'en est inspiré pour son personnage de l'abbé de la Croix-Jugan dans L'Ensorcelée. Le château sera occupé pendant la Seconde Guerre mondiale par les Allemands puis par les Américains. Il est racheté en 1995, par la ville qui le restaure et aménage le parc en 2002[10],[6].
- Chapelle Pie X[11], située au hameau de la Mer, rue Ferdinand Buisson, elle a et été inaugurée par Mgr Guyot en 1953.
- Jardin familial du Rideret.

## Personnalités liées à la commune
- Jean Nicolet (1598-1642), qui participa à la conquête du Canada.